# Pterolophia schultzeana
Pterolophia schultzeana là một loài bọ cánh cứng trong họ Cerambycidae.